# Merton (Wisconsin)
Merton – miasto w Stanach Zjednoczonych, w stanie Wisconsin, w hrabstwie Waukesha.